# Un baiser avant de mourir
Pour plus de détails, voir Fiche technique et Distribution.
Un baiser avant de mourir (A Kiss Before Dying) est un film britannico-américain réalisé par James Dearden, sorti en 1991.

## Synopsis
Jonathan Corliss, un jeune homme issu d'un milieu assez modeste, rêve de devenir riche. Son plan est simple : devenir le gendre d'un homme riche, Carlsson. Cet étudiant à l'apparence si tranquille s'avère cependant être un assassin.

## Fiche technique
- Titre : Un baiser avant de mourir
- Titre original : A Kiss Before Dying
- Réalisation : James Dearden
- Scénario : James Dearden, d'après le roman d'Ira Levin
- Production : Eric Fellner et Robert Lawrence
- Société de production : Universal Pictures
- Musique : Howard Shore
- Photographie : Mike Southon
- Montage : Michael Bradsell
- Pays d'origine :  Royaume-Uni -  États-Unis
- Format : Couleurs
- Genre : Thriller
- Durée : 94 minutes
- Dates de sortie :
  - États-Unis : 26 avril 1991
  - Royaume-Uni : 14 juin 1991
  - France : 19 juin 1991
- Interdit aux moins de 12 ans lors de sa sortie en France

## Distribution
- James Bonfanti : Jonathan, jeune
- Sarah Keller : la conférencière
- Sean Young (VF : Micky Sebastian) : Ellen / Dorothy Carlsson
- Martha Gehman (VF : Isabelle Ganz) : Patricia Farren
- Lia Chang : la vendeuse de chaussures
- Matt Dillon (VF : Bernard Gabay ; VQ : Daniel Picard) : Jonathan Corliss
- Max von Sydow (VF : Jean Lagache) : Thor Carlsson
- James Russo (VF : Michel Mella) : Dan Corelli
- Diane Ladd (VF : Monique Mélinand) : Mrs. Corliss
- Adam Horovitz (VF : Emmanuel Karsen) : Jay Faraday
- Frederick Koehler : Mickey
- Joie Lee (VF : Maïk Darah) : Cathy
- Ben Browder (VF : Éric Legrand) : Tommy Roussell
- Rory Cochrane : Chico
- Billie Neal (VF : Émilie Benoît) : l'infirmière
- Sam Coppola (VF : Jean-Claude Balard) : le détective Michaelson

## Autour du film
- Ce film est un remake du film de 1956 "Baiser mortel" réalisé par Gerd Oswald, avec Robert Wagner dans le rôle de Bud Corliss.